# Bogenfeder
Die Bogenfeder ist eine Sonderform der Schraubendruckfeder, die ursprünglich für den Einsatz im Zweimassenschwungrad im verbrennungsmotorischen Antriebsstrang entwickelt wurde. Als Bogenfeder werden vorgekrümmte bzw. bogenförmig ausgebildete Schraubendruckfedern mit kreisbogenförmiger Schraubenachse bezeichnet.

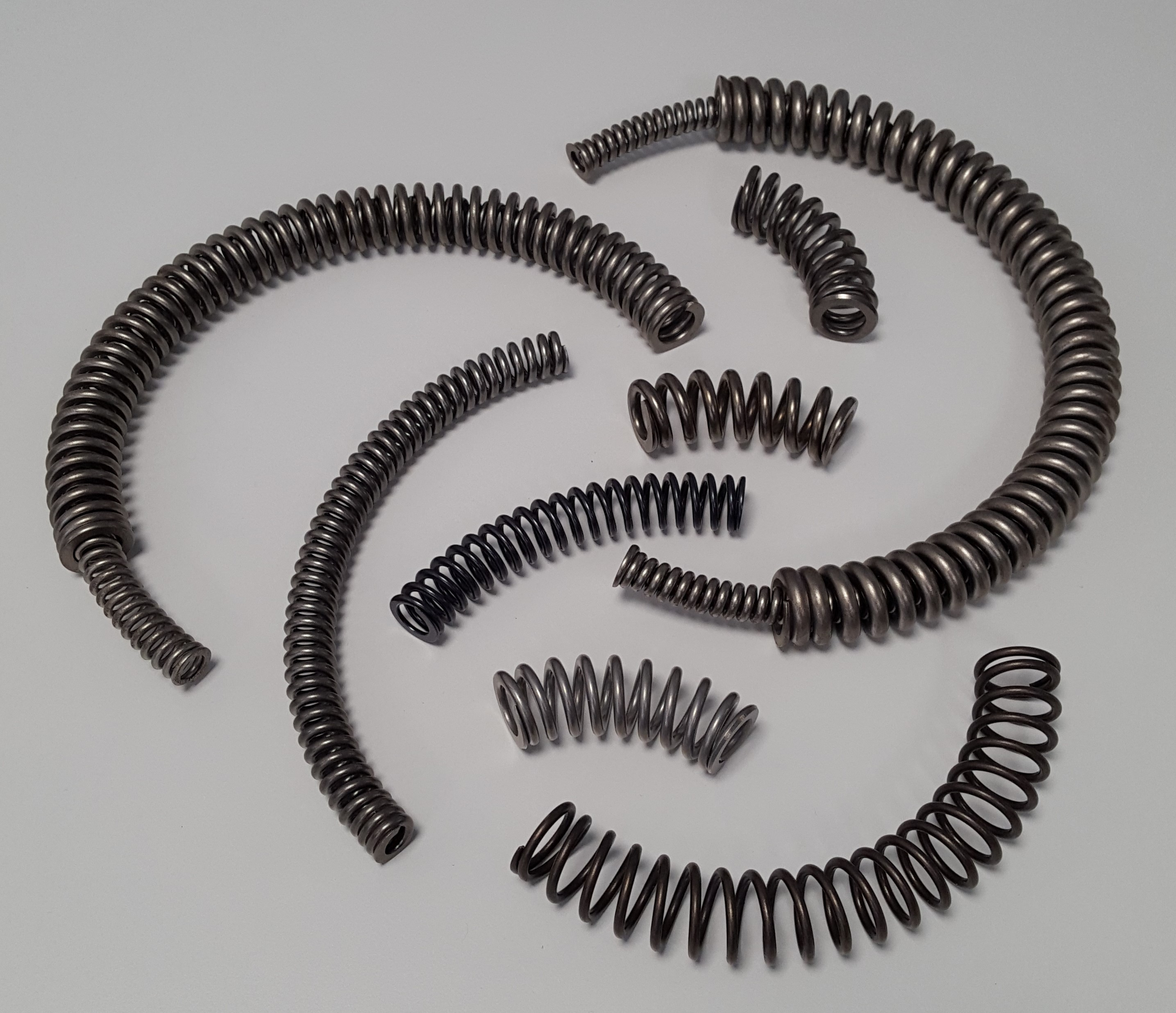
Darstellung verschiedener Bogenfedern und Bogenfedersysteme (Systeme bestehend aus Innen- und Außenbogenfeder).

## Funktion
Bogenfedern basieren wie andere technische Federn auf dem grundlegenden Wirkprinzip der Speicherung mechanischer Arbeit in Form von potentieller Energie sowie der Fähigkeit diese wieder abzugeben. Die Krafteinleitung erfolgt über die Federenden. Über die längs dieser Schraubenachse gerichtete Kraft {\displaystyle F} und den Hebelarm zum Systemmittelpunkt {\displaystyle r} kann  ein Drehmoment {\displaystyle M=F\cdot r} um eine Achse übertragen werden. Dabei wird der Draht der Bogenfeder hauptsächlich auf Torsion beansprucht.

## Abstützung

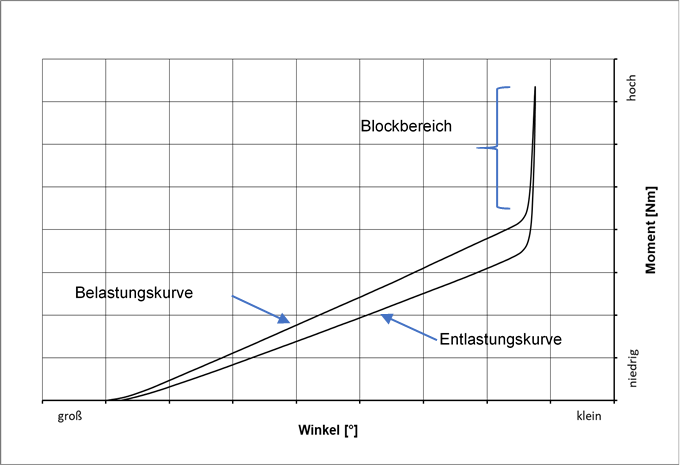
Darstellung der Reibungshysterese einer einstufigen Bogenfeder unter Abstützung durch eine Gleitschale in einem Moment-Winkel-Kennlinienverlauf.

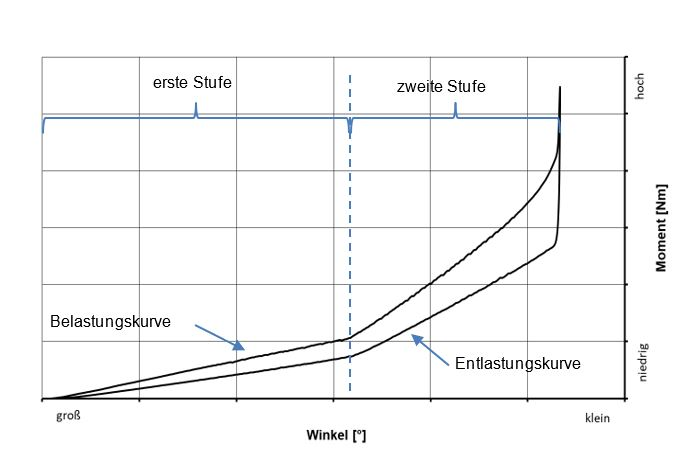
Darstellung der Reibungshysterese einer zweistufigen Bogenfeder unter Abstützung durch eine Gleitschale in einem Moment-Winkel-Kennlinienverlauf.

Eine Bogenfeder benötigt zur Übertragung eines Drehmoments eine geeignete Abstützung. Die Abstützung erfolgt in der Regel von außen in Form eines bogenförmigen Kanals (Gleitschale) oder radial geformter Abstützbleche. Hierdurch wird ein Abknicken der Bogenfeder verhindert. Ein weiterer Effekt der aus dem Kontaktpaar zwischen der Feder und der Abstützung hervorgeht, ist die Hysterese zwischen Be- und Entlastungskurve in dem Kennlinienverlauf. Sie resultiert aus der Reibung der Feder an der radialen Abstützung und ist ein beabsichtigter Effekt, um in dem System eine Dämpfung zu erzielen.

## Bogenfedersysteme
Wie bei Druckfedern können auch bei Bogenfedern Federsysteme eingesetzt werden. Die wesentlichen Ausführungen sind die Reihen- und Parallelschaltung von zwei Federn. Mit ihnen lassen sich ein- bzw. mehrstufige Federkennlinien erreichen. Zur optimalen Bauraumausnutzung sind es häufig Systeme aus Innen- und Außenbogenfeder.

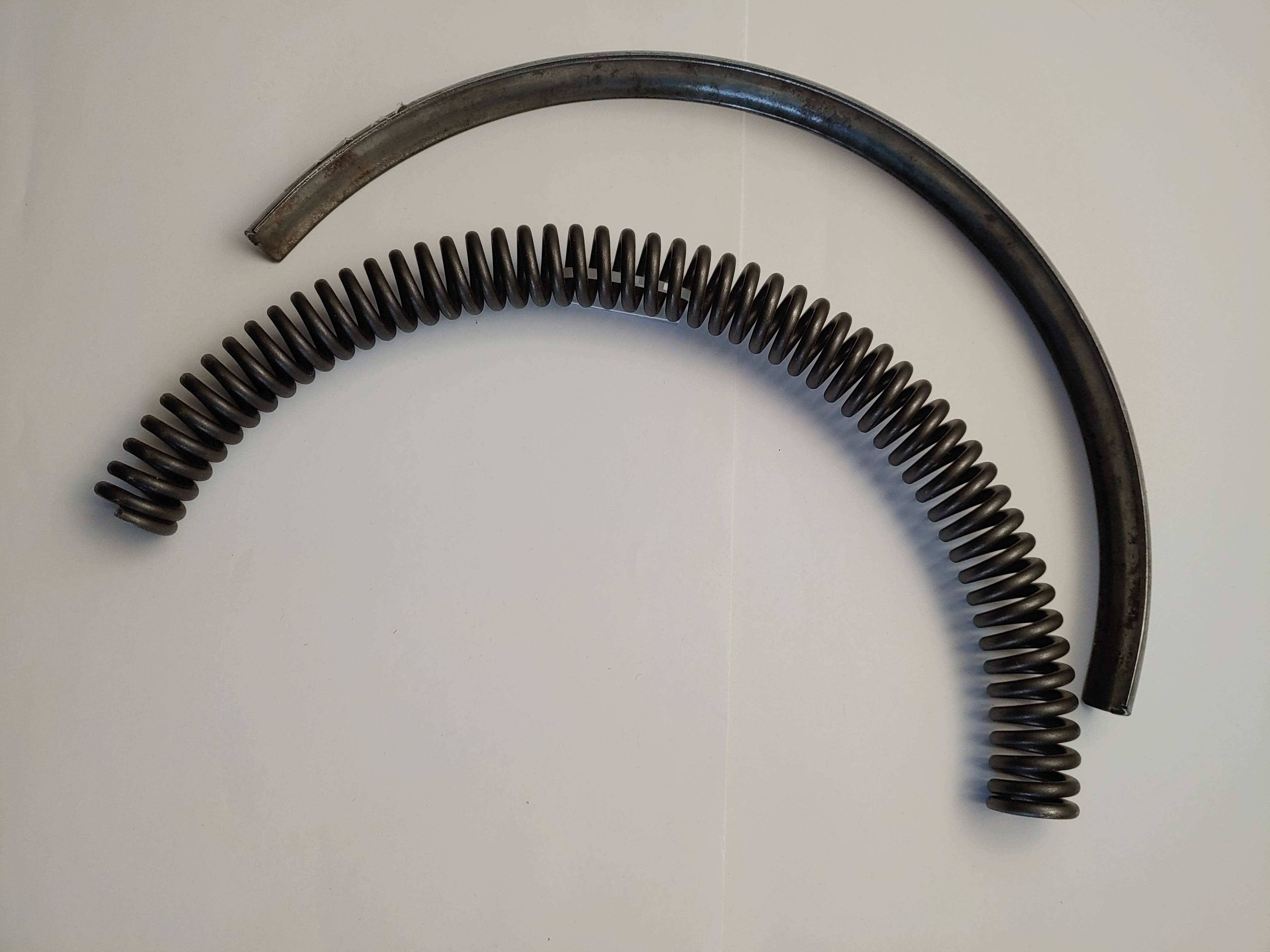
Bogenfeder mit Gleitschale

Zudem kann die Federkennlinie durch weitere Merkmale wie zum Beispiel die Querschnittsgeometrie des Drahtes, den Windungsdurchmesser oder die Windungsanzahl beeinflusst werden. Zur optimalen Gestaltung können u. a. CAD-Konfiguratoren beitragen, die nach Eingabe bestimmter Parameter ein CAD-Modell generieren.

## Anwendung

Prinzipdarstellung von Bogenfedern in einem Zweimassenschwungrad

Die Bogenfeder ist sowohl für dynamische als auch für statische und quasistatische Anwendungen geeignet. Beispiele sind u. a.:
- Dynamische Anwendungen
  - Zweimassenschwungrad
  - Drehmomentwandler
  - Bogenfederkupplung
  - Riemenspanner, Riemenscheibenentkoppler
- Statische und quasistatische Anwendungen:
  - Mittellagenrückstellung in einem Robotorgelenk
  - Elastisches Element in Exoskeletten
  - Rückstellung von Heckklappen oder Lehnen

## Materialien und deren Normung
Grundsätzlich können die üblicherweise für zylindrische Schraubendruckfedern eingesetzten Federstähle auch für Bogenfedern eingesetzt werden. Diese sind:
- DIN EN 10270-1 Patentiert-gezogener unlegierter Federstahldraht
- DIN EN 10270-2 Ölschlussvergüteter Federstahldraht
- DIN EN 10270-3 Nichtrostender Federstahldraht

## Wichtige Kenngrößen
| Formelzeichen            | Benennung                                                                           |
| ------------------------ | ----------------------------------------------------------------------------------- |
| {\displaystyle d}        | Drahtdurchmesser / mm                                                               |
| {\displaystyle D}        | Mittlerer Windungsdurchmesser / mm                                                  |
| {\displaystyle D}e       | Äußerer Windungsdurchmesser / mm                                                    |
| {\displaystyle r}        | Mittlerer Radius / mm                                                               |
| {\displaystyle \alpha }0 | Winkel der ungespannten Feder / Grad                                                |
| {\displaystyle \alpha }c | Blockwinkel / Grad; Winkel der Feder bei unmittelbar aneinander liegenden Windungen |
| {\displaystyle n}        | Anzahl der federnden Windungen                                                      |
| {\displaystyle n}t       | Gesamtwindungszahl                                                                  |
| {\displaystyle R}        | Federrate / (N·mm/°)                                                                |